# Luciano Marangon
Luciano Marangon (Quinto di Treviso, Provincia de Treviso, Italia, 21 de octubre de 1956) es un exfutbolista italiano. Se desempeñaba en la posición de defensa. Su hermano Fabio Marangon también fue futbolista profesional.

## Selección nacional
Fue internacional con la selección de fútbol de Italia en 1 ocasión. Debutó el 14 de abril de 1982, en un encuentro amistoso ante la selección de Alemania que finalizó con marcador de 1-0 a favor de los alemanes.

## Clubes
| Club              | País   | Año         |
| ----------------- | ------ | ----------- |
| Juventus F. C.    | Italia | 1974 - 1975 |
| Lanerossi Vicenza | Italia | 1975 - 1980 |
| S. S. C. Napoli   | Italia | 1980 - 1981 |
| A. S. Roma        | Italia | 1981 - 1982 |
| Hellas Verona     | Italia | 1982 - 1985 |
| Inter de Milán    | Italia | 1985 - 1987 |

## Palmarés

### Campeonatos nacionales
| Título  | Club              | País   | Año     |
| ------- | ----------------- | ------ | ------- |
| Serie B | Lanerossi Vicenza | Italia | 1976-77 |
| Serie A | Hellas Verona     | Italia | 1984-85 |